# Adelstetten (Alfdorf)
Adelstetten ist ein Weiler im Gemeindeteil Pfahlbronn von Alfdorf im Rems-Murr-Kreis. Der kleine Ort liegt im Naturpark Schwäbisch-Fränkischer Wald.

## Lage
Adelstetten liegt auf einer Hochebene, knapp drei Kilometer östlich des alten Ortskerns von Alfdorf, an der Gemeindegrenze zu Mutlangen.

## Geschichte

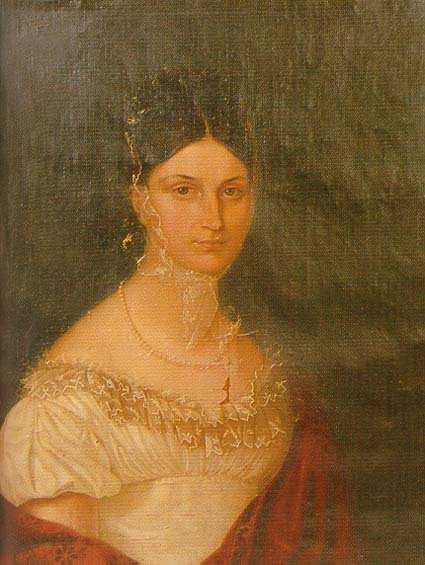
Wilhelmine Prinzessin von Württemberg (geb. Freiin von Tunderfeld-Rhodis)

Erstmals erwähnt wurde Adelstetten unter dem Namen Allstöten im Jahre 1358. Im Jahre 1393 erscheint der Ort als Adolfstetten, aus dem sich der heutige Ortsname entwickelte.
Die Herrschaft über Adelstetten war schon früh geteilt. Ein Teil des Ortes gehörte dem Haus Württemberg und wurde mit Teilen Alfdorfs 1393 an Hans Vetzer zu Lehen gegeben. Dadurch blieb Adelstetten mit Alfdorf verbunden. 1759 bestand dieser Teil aus 2 Höfen und 2 Sölden. Drei weitere Güter gehörten der Freien Reichsstadt Schwäbisch Gmünd (dem Siechenhaus) und ein Hof gehörte dem Kloster Lorch. Jede dieser Herrschaften hatte über ihre Güter und Untertanen alle Obrigkeit. Allerdings bestand noch 1570 ein freier Bauernhof, „ein aigen Gut“, welches keiner Herrschaft unterworfen war. Von diesem Gut erwarb das Kloster Lorch 4/7; Die andern 3/7 erwarb ein Edelmann von Eltershofen. Dessen Witwe, Catharine von Rinderbach, gestattete am 20. August 1576 Herzog Ludwig von Württemberg, ein Schlösschen zu bauen. Dieses Schloss blieb lange im Besitz derer von Eltershofen, bis es 1678 von Gottfried vom Holtz erworben wurde.
Im Dreißigjährigen Krieg (1618–1648) wurde Adelstetten schwer heimgesucht und vollständig eingeäschert. Am 27. Juli 1704 kam es erneut zu einer Brandkatastrophe, bei der 9 Wohnhäuser abbrannten.
Im Jahre 1774 kaufte Theresie Wilhelmine Henriette Schilling von Cannstatt das Schlösschen Adelstetten. Sie heiratete den Freiherren Karl Wilhelm August von Tunderfeld-Rhodis, einen deutschbaltischen Offizier schwedischer Abstammung. Ihre 1777 auf Schloss Adelstetten geborene Tochter, Freiin Wilhelmine von Tunderfeld-Rhodis, heiratete am 23. August 1800 in morganatischer Ehe Wilhelm Friedrich Philipp von Württemberg. Mit Genehmigung des Herzogs durfte Wilhelmine den Titel einer Prinzessin von Württemberg tragen, allerdings waren ihre Kinder von der Erbfolge ausgeschlossen. Die Familie Tunderfeld-Rhodis verkaufte das Schlösschen 1780 an die Geheimrätin von Kauffenberg, geborene von Uechtritz, die in der Folgezeit das Gut zerstückelte. Im Jahre 1794 wurde das Schlösschen von Bauern erworben. Mitte des 19. Jahrhunderts diente das Schloss nur noch als Gastwirtschaft und Bierbrauerei, ehe es schließlich abgerissen wurde. An das Anwesen erinnert seitdem nur noch die Schloßgasse.
Adelstetten kam erst mit dem Reichsdeputationshauptschluss 1803 und 1806 gänzlich unter württembergische Hoheit.

Bilder aus Adelstetten
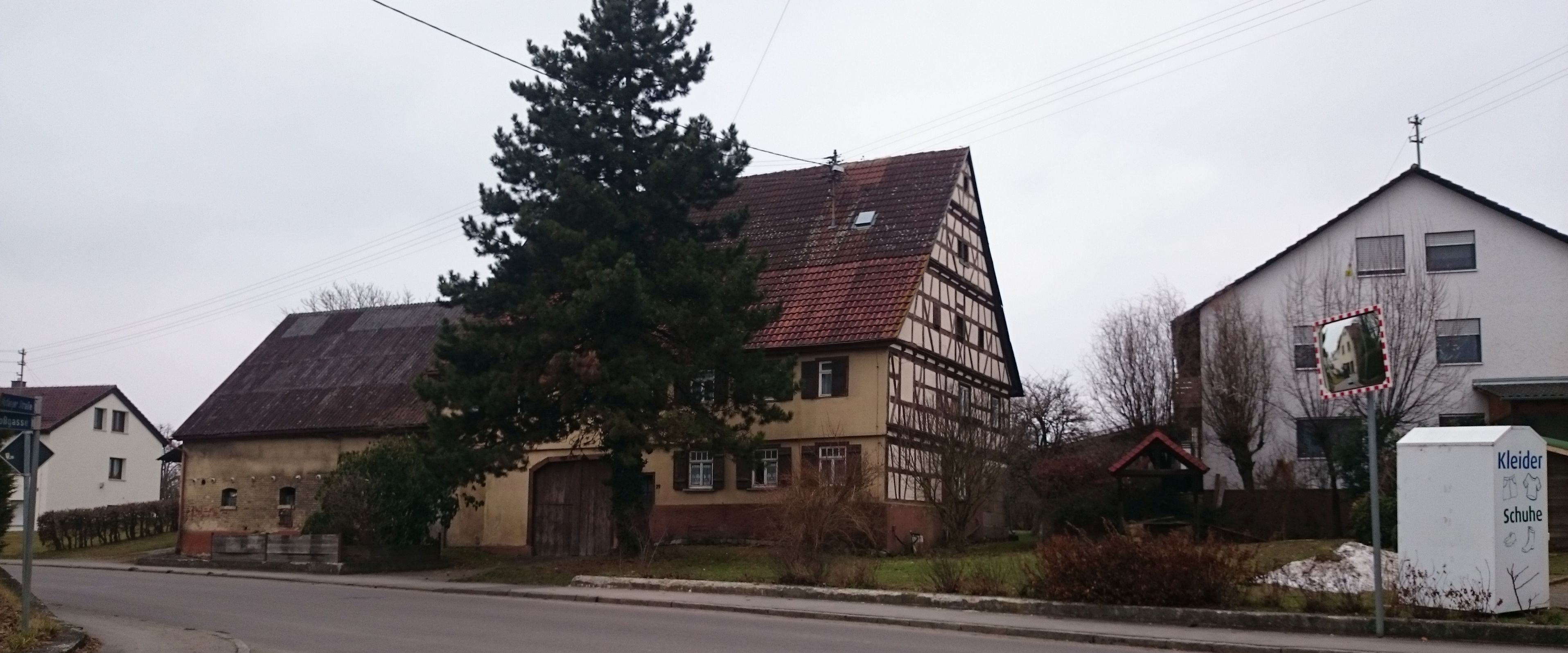
Altes Bauernhaus
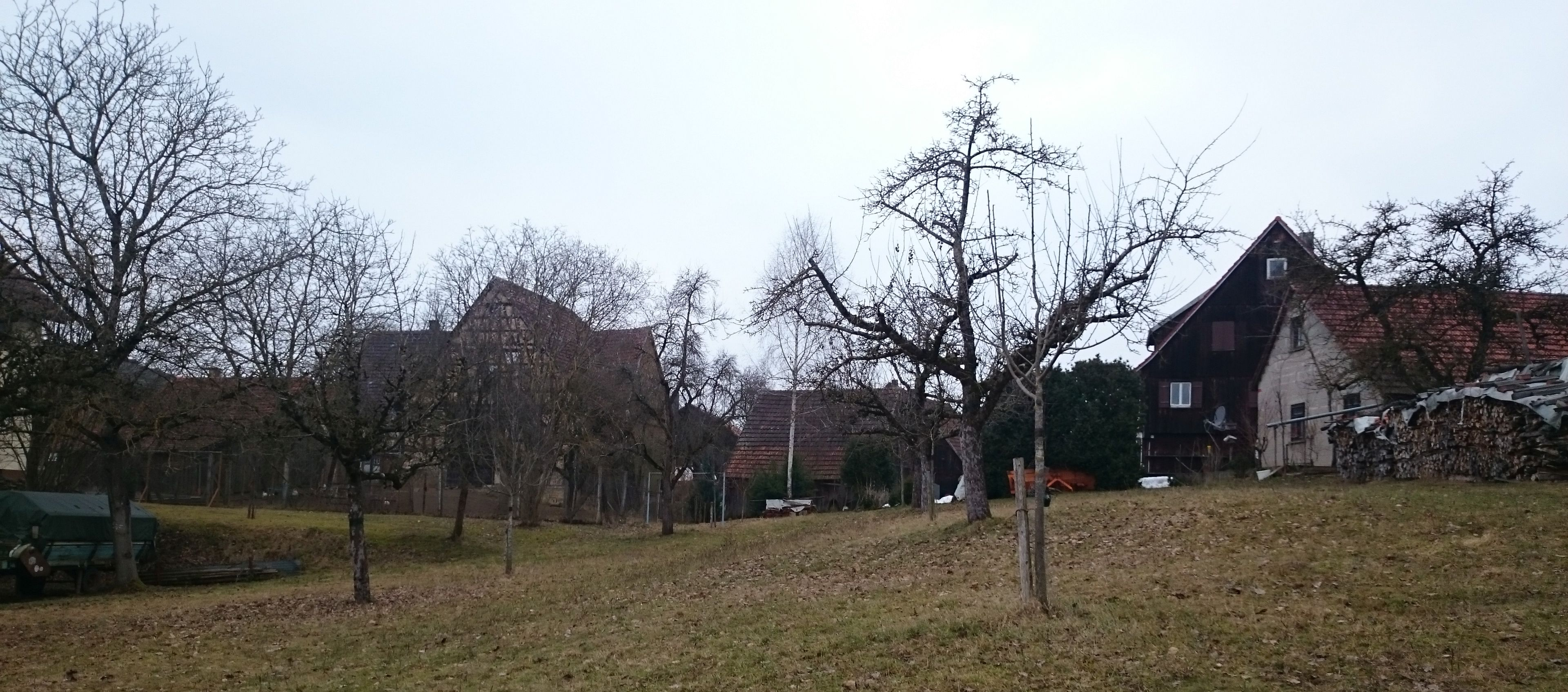
Streuobstwiesen
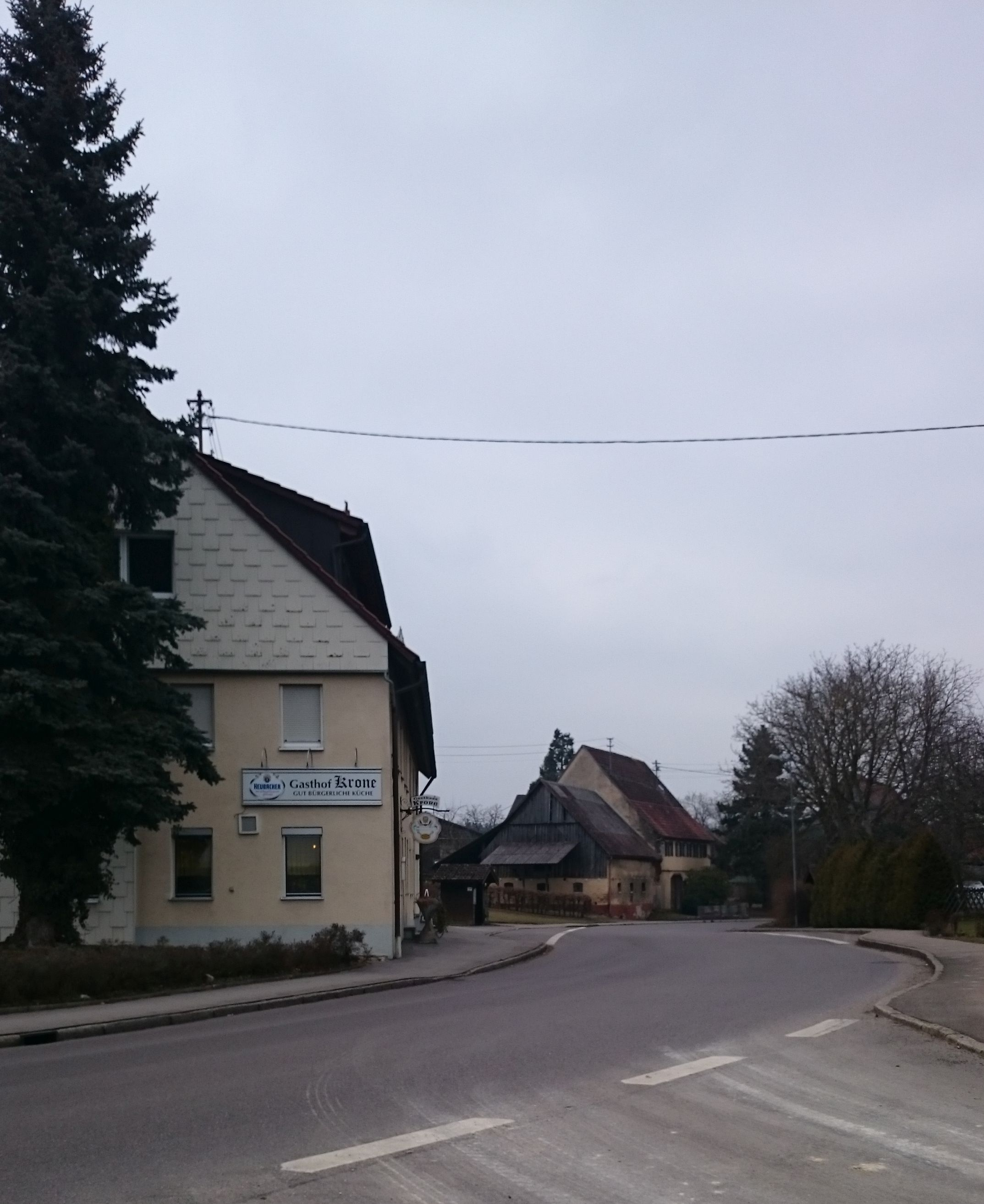
Hauptstraße mit dem Gasthaus Krone

## Persönlichkeiten
- Georg Friedrich vom Holtz zu Niederholz (1597–1666), Offizier im Dreißigjährigen Krieg, wuchs auf Schloss Adelstetten auf
- Wilhelmine Prinzessin von Württemberg (1777–1822), Hofdame und Ehefrau Wilhelm Friedrich Philipps von Württemberg